# اليكس كينتانيا
اليكس كينتانيا (بالإسبانية: Álex Quintanilla Urionabarrenetxea) (2 يوليو 1990 ببلباو في إسبانيا - ) هو لاعب كرة قدم إسباني في مركز الدفاع. لعب مع أتلتيك بيلباو ب ونادي باراكالدو.

## وصلات خارجية
- اليكس كينتانيا على موقع قاعدة بيانات كرة القدم.إي يو (الإنجليزية)
- اليكس كينتانيا على موقع Soccerway.com (الإنجليزية)
- اليكس كينتانيا على موقع عالم كرة القدم.نت (الإنجليزية)
- اليكس كينتانيا على موقع AS.com (الإسبانية)